# داک وست (فیلم)
داک وست (به انگلیسی: Doc West) فیلمی است محصول سال ۲۰۰۹ و به کارگردانی ترنس هیل و جولیو بازه است. در این فیلم بازیگرانی همچون ترنس هیل و پل سوروینو ایفای نقش کرده‌اند.